# Jocelyn (Ontario)
Jocelyn – gmina (ang. township) w Kanadzie, w prowincji Ontario, w dystrykcie Algoma.
Powierzchnia Jocelyn to 132,53 km². Według danych spisu powszechnego z roku 2001 Jocelyn liczy 298 mieszkańców (2,25 os./km²).